# پنج شکار بزرگ

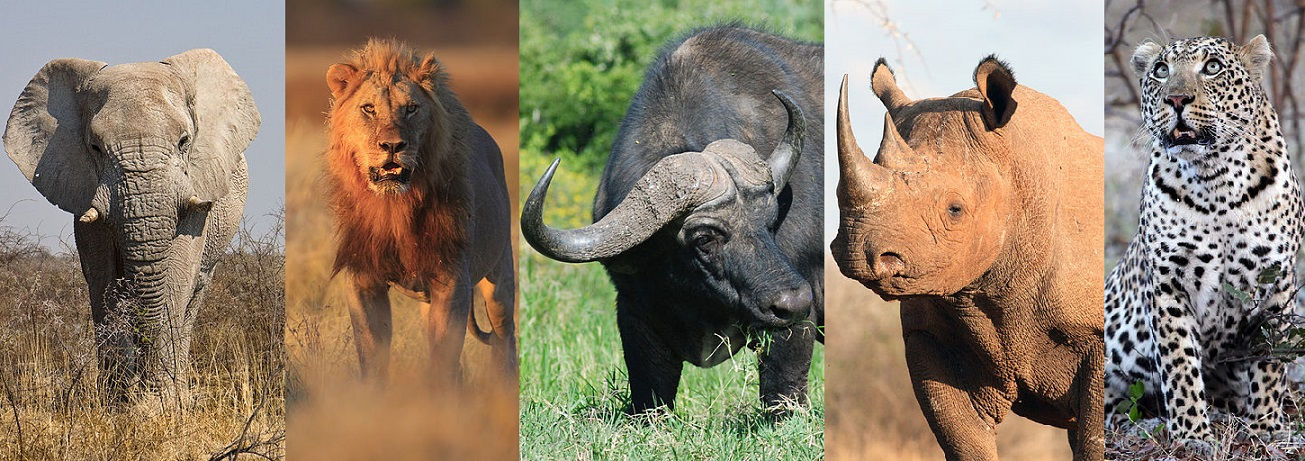
پنج بزرگ

در آفریقا،  پنج شکار بزرگ (به انگلیسی: Big five game)، عبارتند از شیر، پلنگ، کرگدن، فیل و گاومیش آفریقایی. آن‌ها نمونه‌هایی از کلان‌زیاگان کاریزمایی هستند که در فرهنگ عامه برجسته هستند و از شناخته‌شده‌ترین جانوران بزرگ آفریقا هستند. این اصطلاح توسط شکارچیان جانوران بزرگ ابداع شد و به پنج جانور دشوار در آفریقا برای شکار با پای پیاده اشاره دارد اما اکنون بیشتر توسط گردشگران تماشای بازی و اپراتورهای گردشگری سافاری استفاده می‌شود.
اسکناس‌های رند آفریقای جنوبی در سال ۱۹۹۰ و نسخه‌های بعدی منتشرشده، دارای یک جانور پنج-بزرگ متفاوت در هر اسم هستند. کشورهایی که همه آنها را می‌توان یافت، عبارتند از آنگولا، بوتسوانا، اسواتینی، کنیا، مالاوی، موزامبیک، نامیبیا، رواندا، آفریقای جنوبی، تانزانیا، اوگاندا، جمهوری دموکراتیک کنگو، زامبیا و زیمبابوه.

## وضعیت حفاظت

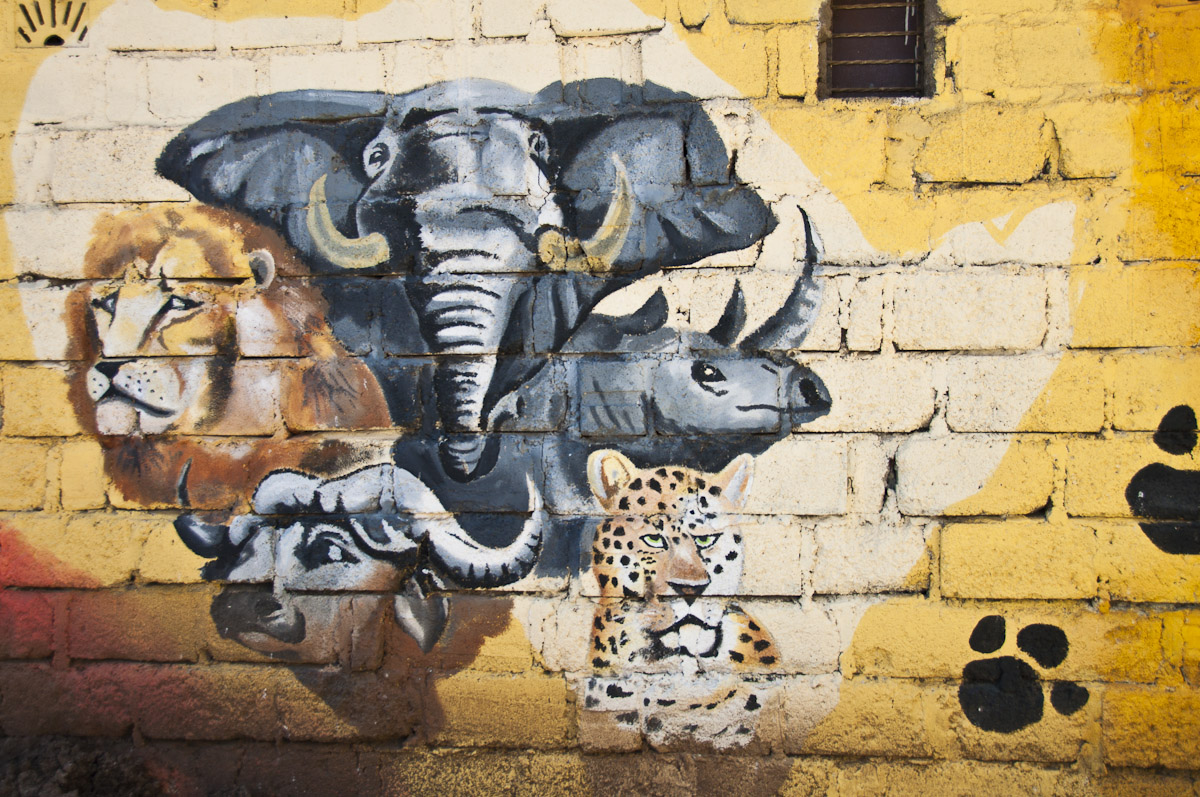
پنج بزرگ در هنر

پنج بزرگ آفریقا در سال‌های اخیر به دغدغه‌های اصلی حامیان حیات وحش تبدیل شده‌اند. شیر آفریقایی و پلنگ آفریقایی هر دو به عنوان آسیب‌پذیر طبقه‌بندی می‌شوند. فیل ساوانای آفریقا از سال ۲۰۲۱ توسط IUCN در فهرست در خطر انقراض قرار گرفته‌است. کرگدن سفید جنوبی و گاومیش آفریقایی به عنوان نزدیک تهدید و کرگدن سیاه به عنوان در بحران انقراض طبقه‌بندی می‌شوند.